# Fungo epifita
Un fungo epifita è un fungo che sviluppa il suo micelo all'esterno delle piante che colpisce, penetrando nelle cellule della pianta parassitizzata solo attraverso gli austori. L'Oidio è un esempio di fungo epifita, colpisce gli organi erbacei della pianta (che determinano risposte sintomatologiche). Coprono interamente delle piante erbacee, scelgono una superficie di una pianta, alcuni nella parte inferiore, che si sviluppano nelle foglie,  e invece altri si sviluppano nella parte superiore, che però sono funghi epifiti; altri crescono sui calici, sulla scorza dei frutti o nelle radici.
Gli acini possono essere colpiti, che formano il "micelio epifita", che sotto di loro, i tessuti epidermici presentano nervature nerastre, che corrispondono alle cellule necrosate; questo succede, dopo un attacco dei austori (che determina la perdita di elasticità dell'epidermide) e poi grazie alla buccia ispessita, impediscono la crescita dell'acino. Il termine epifita significa epi, su e fita, vuol dire pianta. Esistono molti microrganismi di questo tipo.